# Dějiny Ruska 20. století
Dějiny Ruska 20. století (rusky История России. XX век) jsou rozsáhlou monografií, kterou pod editorským vedením
Andreje Zubova napsalo na čtyřicet převážně ruských autorů.

## Koncepce
Pod vedením odpovědného redaktora Andreje Zubova byla kniha rozdělena do dvou částí, první díl zachycuje období 1894–1939, druhý díl léta 1939–2007. Stejné uspořádání zachovává i český překlad.

## Autoři
Na publikaci se autorsky podílelo 42 specialistů, mezi nimi:[chybí lepší zdroj]
- Kirill Michajlovič Alexandrov (docent, Petrohradská státní univerzita)
- S. S. Balmasov (historik)
- N. A. Bobrinskij (magistrant MGIMO
- Sergej Vladimirovič Volkov (Ruská státní knihovna)
- I. I. Voronov (docent, Chakaská státní univerzita)
- N. L. Žukovská (profesorka, Institut etnologie a antropologie N. N. Miklucho-Maklaje)
- A. V. Žukovský[2] (Ruská státní humanitní univerzita)
- A. B. Zubov (profesor MGIMO)
- V. M. Zubok (profesor, Temple University, Filadelfie)
- B. S. Ilizarov (ředitel Státního archivu)
- А. А. Kara-Murza (Institut filozofie RAV)
- М. А. Krasnov (vedoucí katedry Vyšší školy ekonomiky)
- V. M. Lavrov (zástupce ředitele Institutu ruské historie RAV)
- V. V. Lobanov (Institut ruské historie RAV)
- I. V. Lobanovová (Institut ruské historie RAV)
- A. V. Pancov (profesor, Capital University, Columbus)
- J. S. Pivovarov (ředitel Institut vědeckých informací ve společenských vědách RAV)
- M. V. Slavinskij (filolog Frankfurt nad Mohanem)
- V. V. Sogrin (profesor MGIMO)
- V. Strada (profesor, Benátská univerzita)
- N. A. Struve (profesor Sorbonny)
- Leons-Gabriel Taivans[3][4] (profesor Latvijas Universitāte)
- N. D. Tolstoj-Miloslavskij (historik, Londýn)
- T. I. Trojanov[5] (Ženeva)
- S. L. Firsov (profesor, Petrohradská státní univerzita)
- V. Ž. Cvetkov (Moskevský pedagogický státní institut)
- Ju. S. Curganov[6] (Ruská státní humanitní univerzita)
- V. A. Šestakov (vědecký sekretář Institutu ruské historie RAV)
- S. V. Šešunová[7] (Mezinárodní univerzita přírody, společnosti a člověka Dubna)
- R. M. Šukurov[8] (Moskevská státní univerzita)

A. B. Zubov opakovaně zdůraznil, že především on jako odpovědný redaktor nese odpovědnost za výsledný text.
Zpočátku byl na přípravě díla účasten Alexandr Solženicyn, spolupráce trvala dva roky, pak však spolupráci ukončil a Zubovovi zaslal vysvětlení:
 Podpořil jsem projekt vydání školní učebnice dějepisu Ruska 20. století, protože jsem to považoval a stále považuji za prvořadý úkol.

Ale když pod Vaším vedením dostal projekt konkrétní obrysy, které se odchylují od původního úmyslu, pochopil jsem, že nemohu dále pokračovat, neboť nesouhlasím ani s rozsahem, ani s řadou myšlenek a soudů. Prosím Vás, nadále nespojujte mé jméno s vaším dílem.

 Přesto část kritiků nazývá dvoudílnou práci „solženicynovskou“ a někteří členové autorského kolektivu připomínají příspěvek Solženicyna a jeho podporu vydání.

## Český překlad
Na českém překladu se podíleli: Iva Dvořáková, Libor Dvořák, Edita Jiráková, Jitka Komendová, Josef Vološin, Martin Vrba.
Díl I zachycuje léta 1894–1939 (ISBN 978-80-257-0921-4), díl II roky 1939–2007 (ISBN 978-80-257-0964-1).